# Dungulfe
Un dungulfe o también llamado dengulfe o dungube, es un adivino, clarividente y consultor espiritual de la religión mapuche, a quien se le atribuye la capacidad de predecir e identificar males, como también las acciones malignas producidas por un calcu. 

## Origen etimológico
El término para la ocupación de "quien hace hablar a los espíritus" ha sido registrado en diversas formas dentro del idioma mapuche. Según Félix José de Augusta, se documenta como düngulfe, mientras que Bernardo Havestadt lo presenta como d𝔤ulvoe en latín, equivalente a düngulvoe.

## Descripción
El término dungulfe proviene de la lengua mapuche y se traduce como "el que hace hablar". A través de sesiones sobrenaturales de espiritismo, el dungulfe establece una conexión con entidades espirituales y, mediante técnicas de ventriloquía, transmite los mensajes que estos espíritus desean comunicar. Los individuos que buscan la asistencia del dungulfe suelen creer que este tiene la capacidad de identificar el "kalkutun", que se define como una acción maligna llevada a cabo por un calcu con el propósito de perjudicar a una persona.
Para que la consulta sea efectiva, es tradición que el dungulfe reciba un obsequio o compensación económica, la cual se ajusta a la situación financiera del consultante. Al igual que el machi, los dungulfes son considerados figuras benéficas dentro de su comunidad. La sociedad mapuche ha sido frecuentemente considerada como supersticiosa. El fallecimiento de un individuo se considera una de las desgracias más significativas para el grupo familiar, conocido como lof. En los casos en que la muerte no ocurre por causas naturales, como la vejez, o por violencia manifiesta, como en el caso de un combatiente o en una riña que escale al uso de armas, es habitual atribuir dicho deceso a la intervención maligna de un calcu. Además, el dungulfe tiene la responsabilidad de determinar si la causa del fallecimiento se debió a acciones malignas.
Con la llegada de los conquistadores españoles y el subsiguiente proceso de mestizaje y cristianización, la figura del dungulfe fue progresivamente desapareciendo. Esta función fue transferida a aquellos machis que demostraban la capacidad para desempeñarla, aunque no todos los machis poseen tales habilidades adivinatorias.